# Karl Friedrich Schinkel
Pour les articles homonymes, voir Schinkel.
 (août 2021).
Si vous disposez d'ouvrages ou d'articles de référence ou si vous connaissez des sites web de qualité traitant du thème abordé ici, merci de compléter l'article en donnant les références utiles à sa vérifiabilité et en les liant à la section « Notes et références ».
Karl Friedrich Schinkel, né le 13 mars 1781 à Neuruppin (marche de Brandebourg) et mort le 9 octobre 1841 à Berlin, est un architecte et peintre prussien.
Il a profondément marqué le néoclassicisme en Prusse, puis le style romantique ou néogothique.

## Biographie
Karl Friedrich Schinkel est le fils de Johann Christoph Schinkel et Dorothea Schinkel. En 1787, Schinkel perd son père dans un incendie à Neuruppin. En 1798, il quitte le lycée et part à Berlin où il devient l’élève et un ami intime de Friedrich Gilly et de son père David.
En 1803, il entreprend son premier voyage en Italie. À son retour à Berlin, la ville est occupée par les troupes de Napoléon. Il commence alors à travailler en tant que peintre. Après la défaite de la France, Schinkel est responsable du cabinet de construction prussien à partir de 1815. Sa fonction consiste à transformer Berlin en une capitale représentative de la Prusse et à mener à bien différents projets à travers tout le territoire prussien de la Rhénanie à l’ouest jusqu’à Kœnigsberg à l’est.
Karl Friedrich Schinkel meurt le 9 octobre 1841 à Berlin à l’âge de 60 ans. Il est enterré au cimetière de Dorotheenstadt à Berlin.

## Œuvre
Le style de Karl Friedrich Schinkel dans sa période la plus productive est marqué par un retour à l’architecture grecque classique, peut-être une tentative de s'écarter du style romain des occupants français. Ses architectures les plus célèbres se trouvent à Berlin et dans ses alentours. Parmi ceux-ci, on peut noter à Berlin le Konzerthaus (1819-1821), sur la Gendarmenmarkt, qui remplace l'ancien théâtre détruit après un incendie et l’Altes Museum sur l’île aux Musées (1823-1830).
L’importance de Schinkel ne réside pas seulement dans ses architectures construites, mais aussi dans son travail théorique. Ses idées apparaissent clairement dans certains projets non réalisés comme la transformation en palais de l’acropole d'Athènes pour y abriter la royauté dans une Grèce nouvellement libérée du joug turc, ou l’aménagement du palais d'Oreanda en Crimée. Ces plans peuvent être étudiés dans sa Sammlung architektonischer Entwürfe (collection d'ébauches architecturales de 1820 à 1837) et dans ses Werke der höheren Baukunst (1840-1842 ; 1845-1846).
Certains pensent que les circonstances politiques (occupation française et dépendance vis-à-vis de rois prussiens parfois incapables) empêchèrent Schinkel de déployer tout son potentiel et le talent que ses schémas laissaient présager.
À côté de ses nombreuses architectures construites, Schinkel réalisa aussi des œuvres en tant que peintre, créateur de décors théâtraux et architecte d'intérieur. Il officiait aussi en tant qu'expert (il fit plusieurs rapports pour la cathédrale de Cologne — le Kölner Dom — avec l'aide du roi Frédéric-Guillaume IV de Prusse qui finança ses projets). Par la suite Schinkel évolue vers un style néoromantique inspiré du Moyen Âge anglais et Peter Joseph Lenné, qu'il a connu en 1818, collabore avec lui pour la création de parcs romantiques autour de ses constructions. Il eut pour élève Friedrich Hitzig.

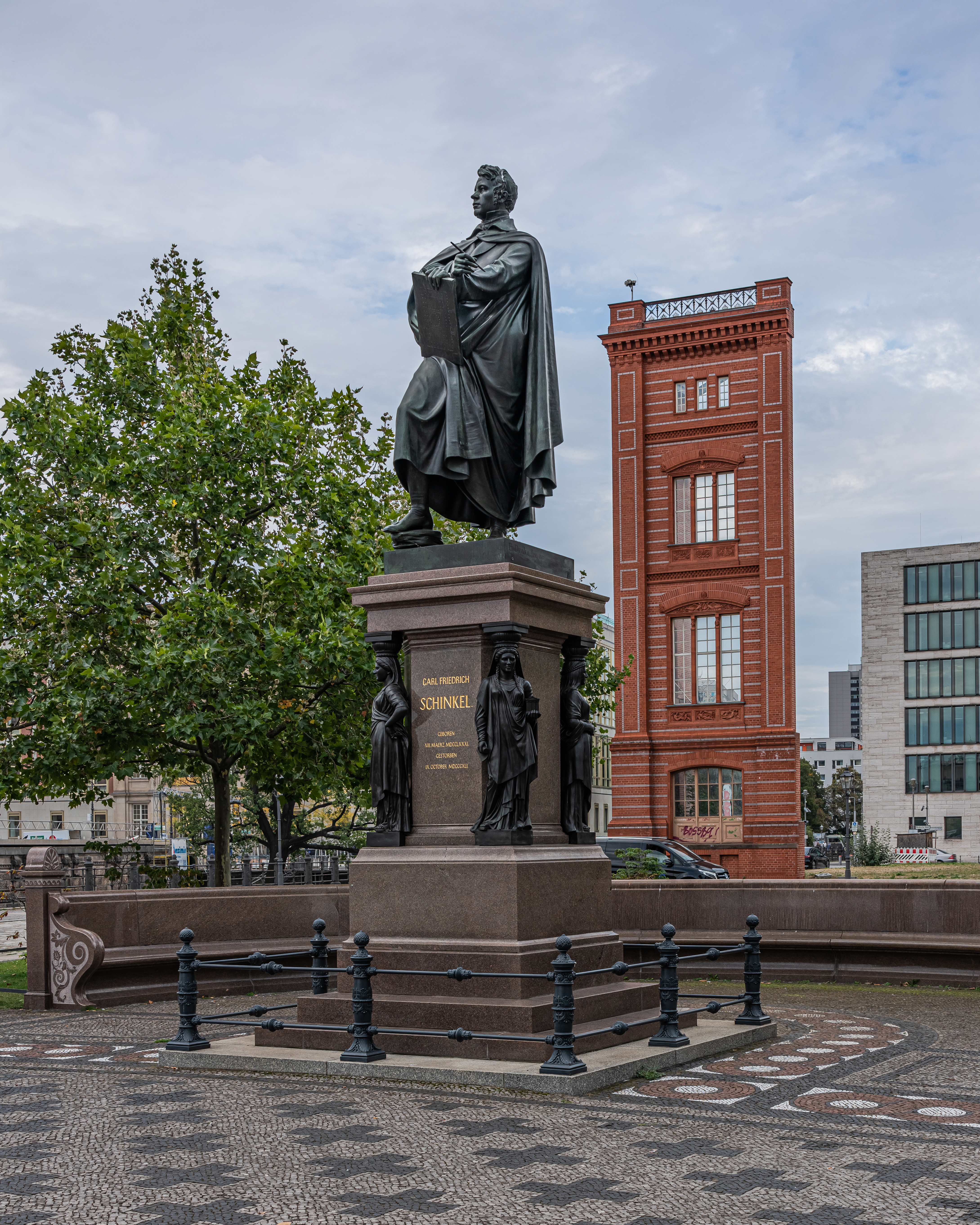
Friedrich Drake, Monument à Karl Friedrich Schinkel (1869), Berlin, Schinkelplatz.
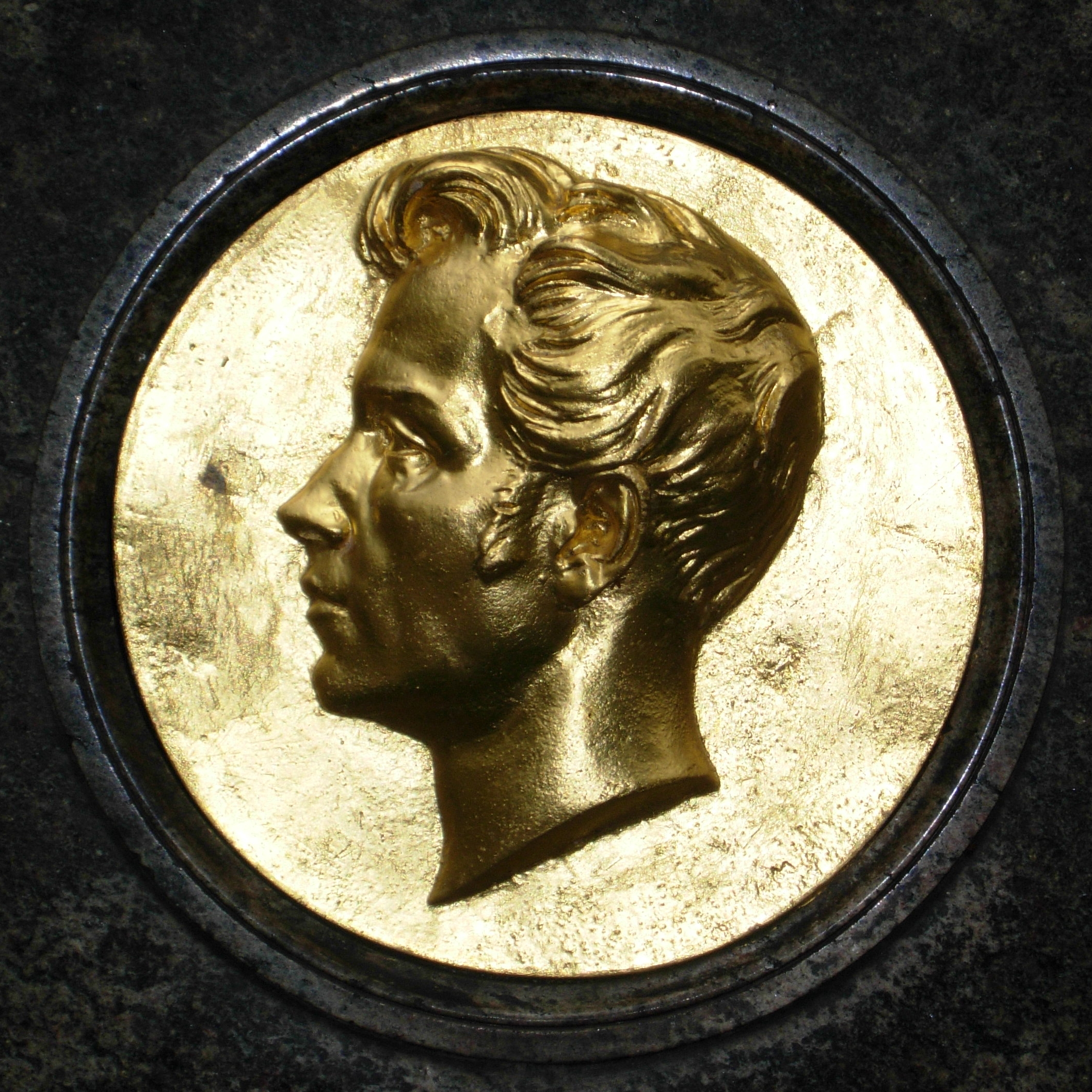
August Kiß, Karl Friedrich Schinkel, médaillon ornant la stèle funéraire de l’architecte, Berlin, cimetière de Dorotheenstadt.

## Réalisations et oeuvres

### Architectures construites

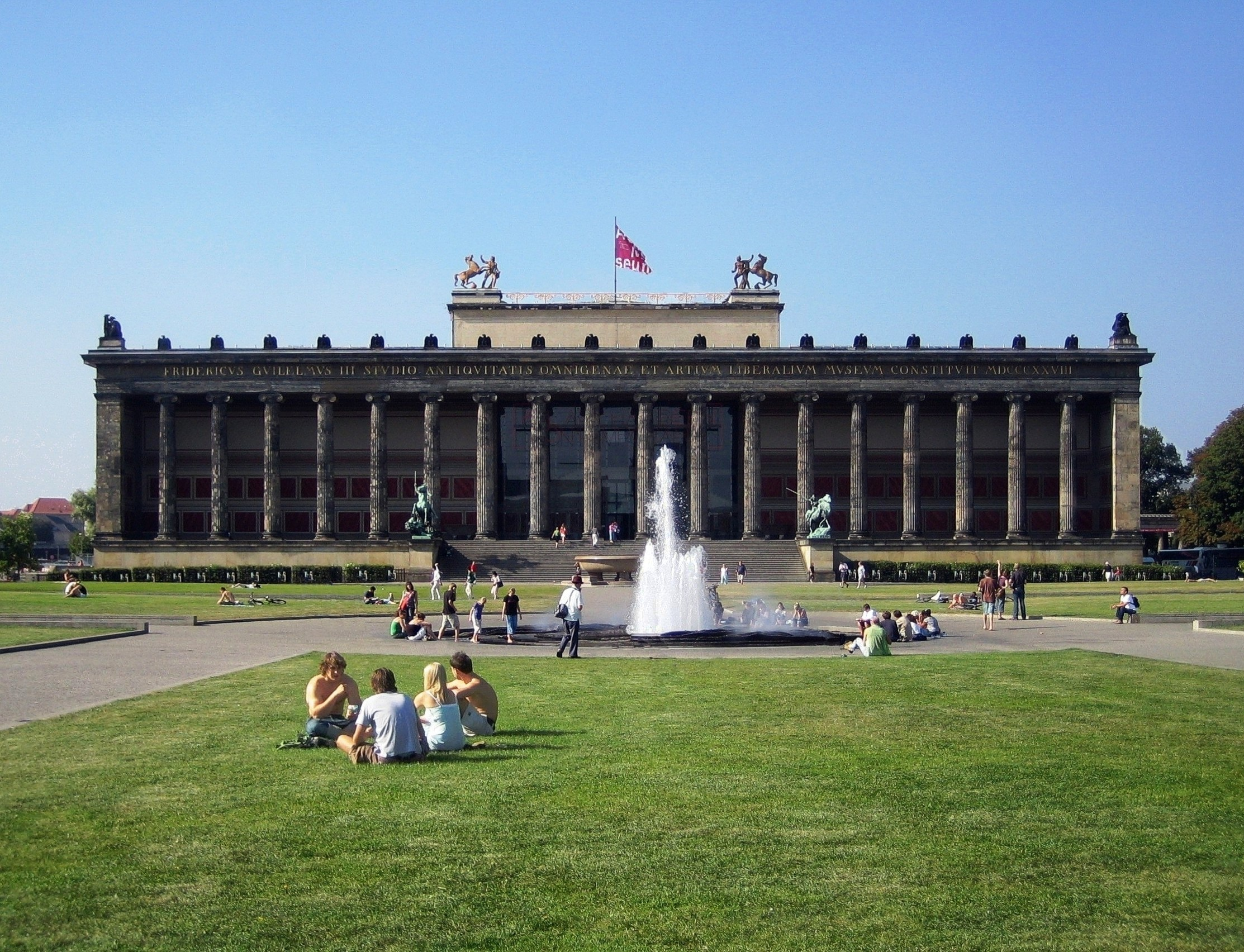
Altes Museum à Berlin, avec son imposante colonnade ionique.

- 1800, le temple de Pomone sur le mont Pfingstberg à Potsdam (cf. le Museumsportal Berlin).
- 1806, château d'Owińska (de) avec Louis Catel.
- 1811, le monument de la reine Louise à Gransee.
- 1818, la Neue Wache (Nouvelle Garde) à Berlin.
- 1818, le Konzerthaus sur le Gendarmenmarkt à Berlin.
- 1818-1823, le château de Seifersdorf en Saxe.
- 1819, le château de Hohenzollern.
- 1821, le château de Tegel à Berlin.
- 1824, le Neues Museum à Berlin (aujourd'hui appelé Altes Museum).
- 1825, le château de Glienicke à Berlin.
- 1825, l'église de Friedrichswerder (aujourd'hui musée Schinkel) à Berlin et l'église de Schöneberg près d'Aix-la-Chapelle.
- 1825, le château de Petzow.
- 1826, l'église de Straupitz.
- 1826-1829, le palais de Charlottenhof à Potsdam.

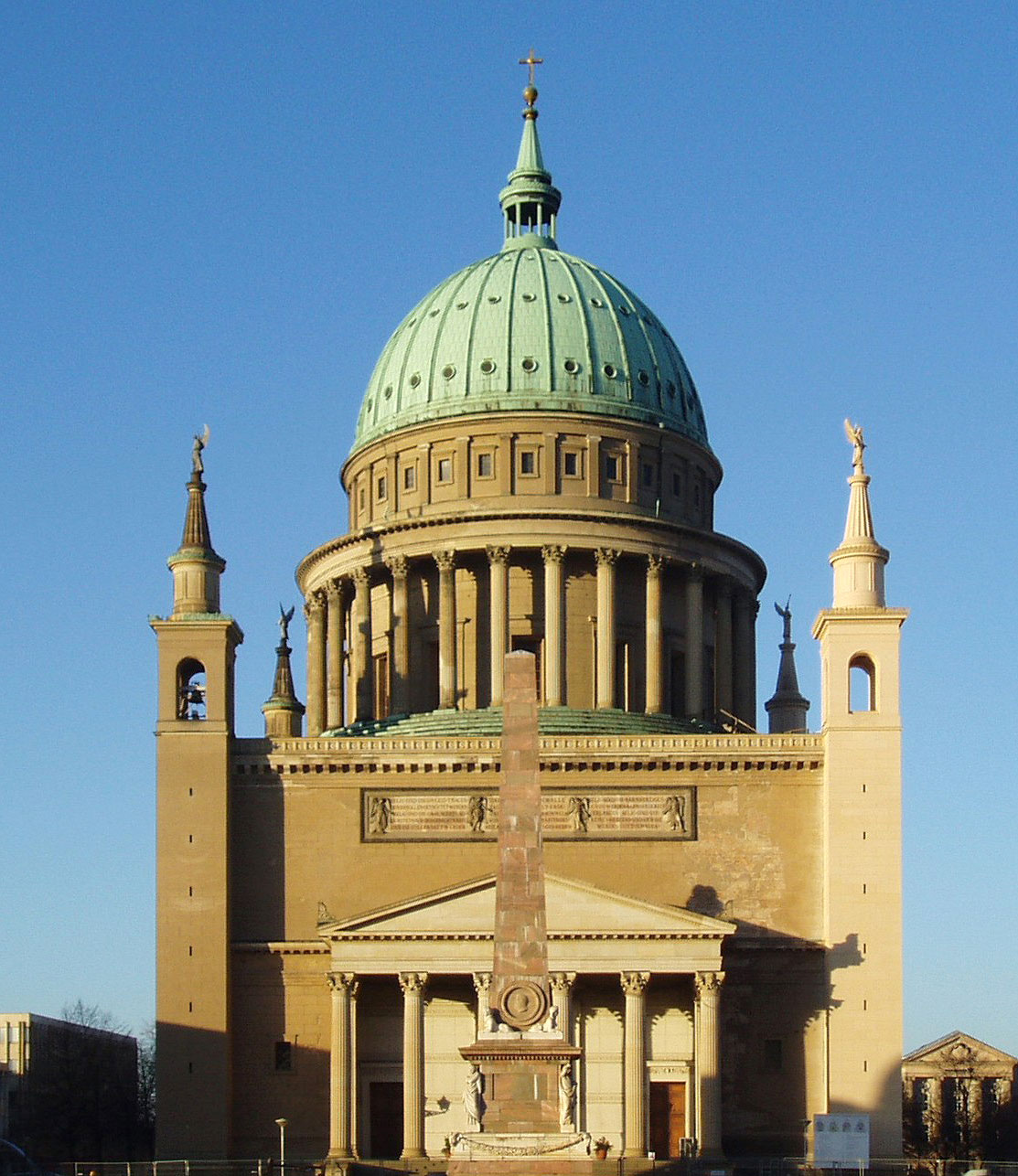
Église Saint-Nicolas de Potsdam.

- Après 1830, le château de Kamenz en Silésie, pour la princesse Albert de Prusse.
- 1830, l'église Saint-Nicolas à Potsdam.
- 1831, l'Altstädtische Hauptwache à Dresde.
- 1831, la chapelle Saint-Alexandre-Nevski dans le parc (Alexandria) à l'anglaise du palais de Peterhof (Russie).
- 1832-1836, la Bauakademie (académie d'architecture) à Berlin.
- 1832, la mairie de Kolberg.
- 1832, reconstruction du château de Doelzig.
- 1833, les bains romains de Potsdam.
- 1834, le château de Babelsberg à Potsdam.
- 1834, les églises Sainte-Élisabeth, Saint-Jean (Alt-Moabit), Alte Nazarethkirche (Wedding) et Saint-Paul (Gesundbrunnen) dans ce qui était alors les faubourgs de Berlin.
- 1834, église d'Heudeber.
- 1835, le château de Stolzenfels, sur la rive du Rhin.
- 1836, le Mémorial du Congrès à Aix-la-Chapelle.

### Peintures
- Berlin, Alte Nationalgalerie :
  - Le Matin, 1813, huile sur toile.
  - Cathédrale gothique au bord de l'eau, 1813, huile sur toile, 80 × 106 cm[1]
  - Cité médiévale au bord d'un fleuve, 1815, huile sur toile.
  - Rives de la Spree près de Stralau, 1817, huile sur toile.
  - L'Arche de pierre [Das Felsentor], 1818, huile sur toile.
- Berlin, Gemäldegalerie :

Quelques œuvres
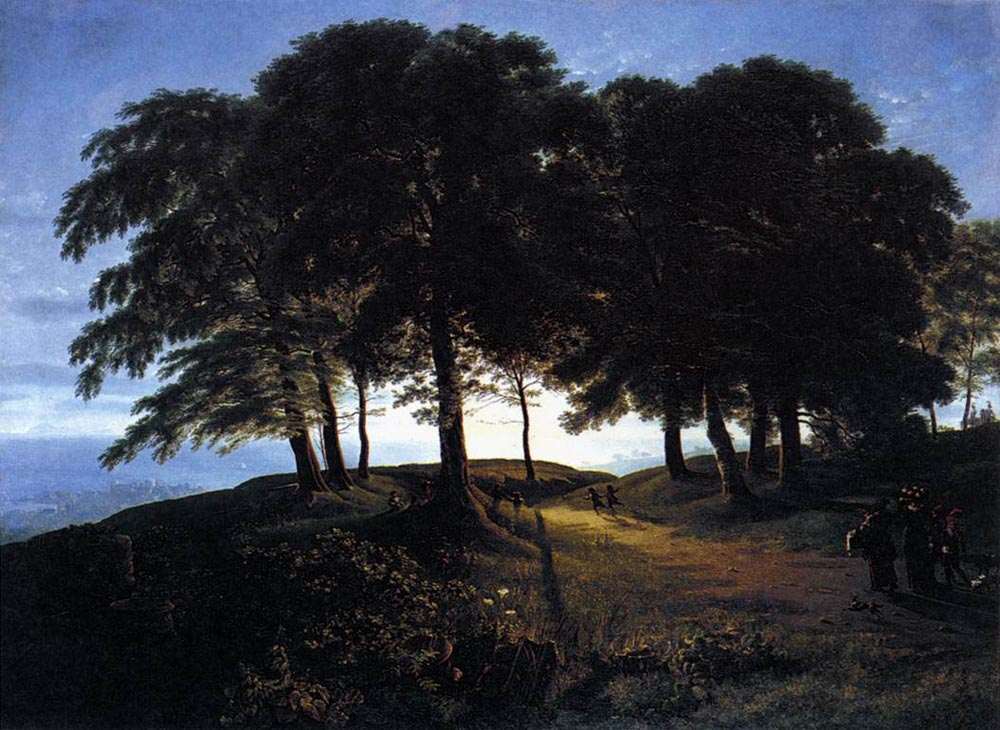
Le Matin (1813).
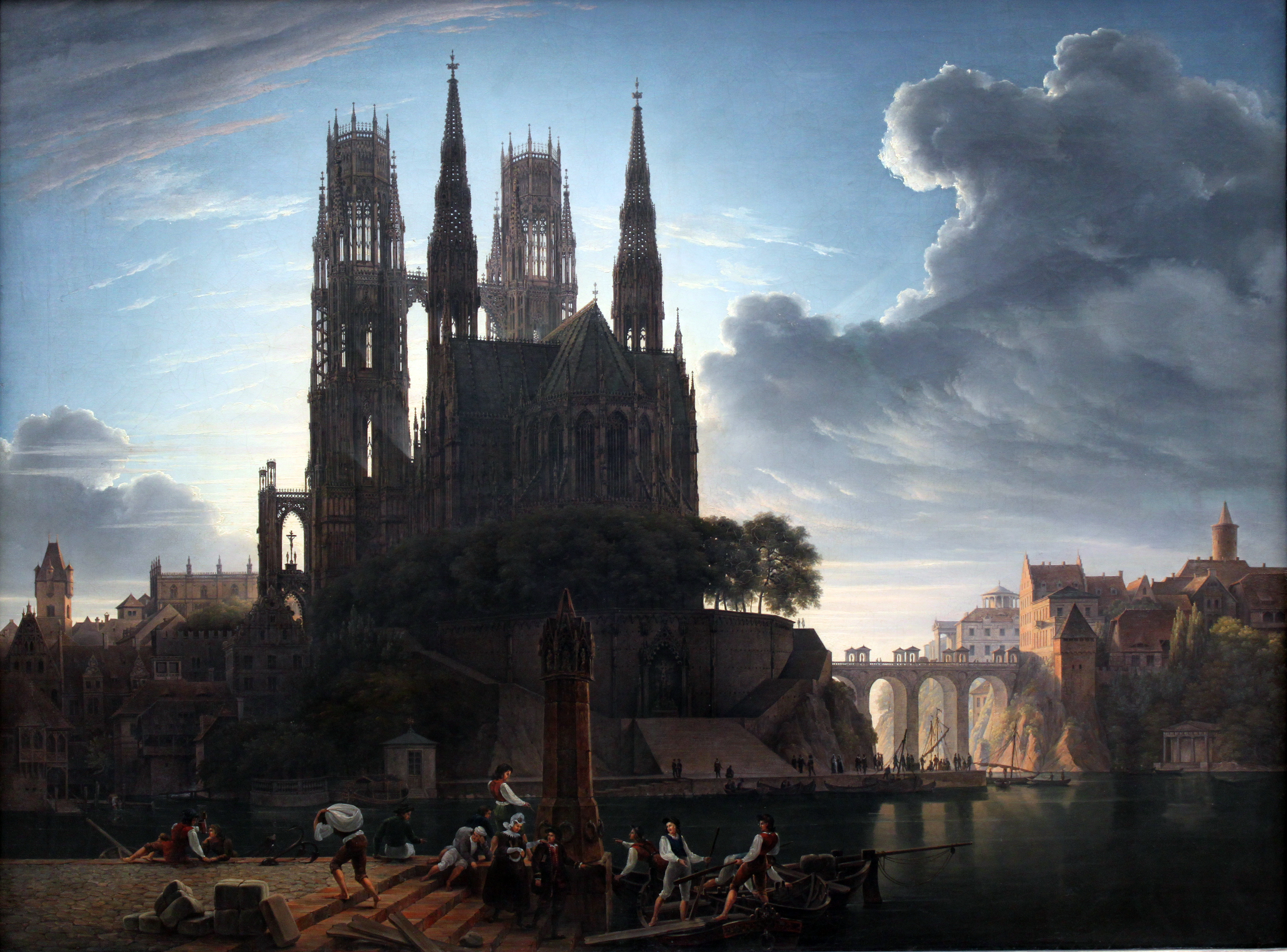
Cathédrale gothique au bord de l'eau (1813).
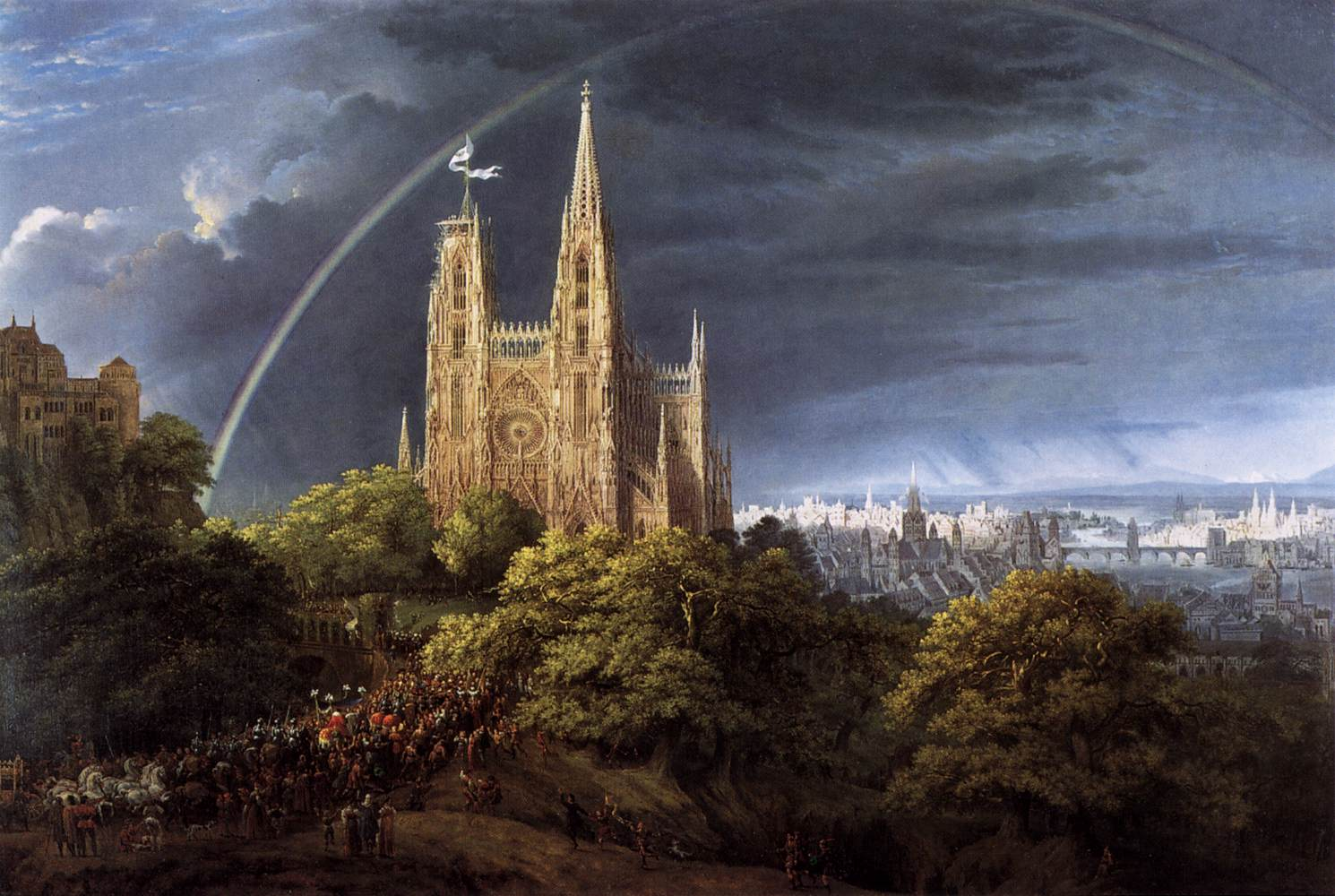
Cité médiévale au bord d'un fleuve (1815).
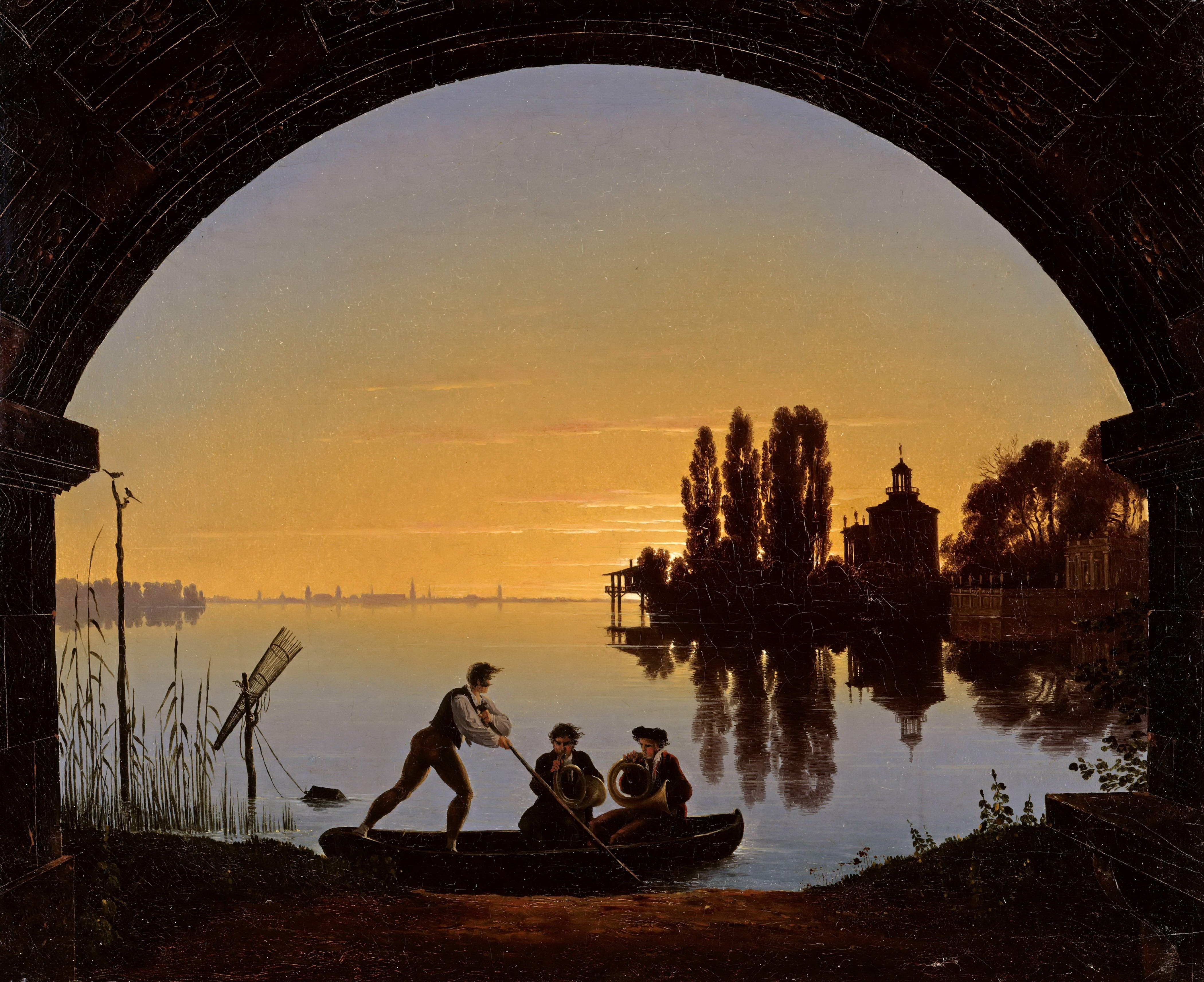
Les Rives de la Spree près de Stralau (1817).
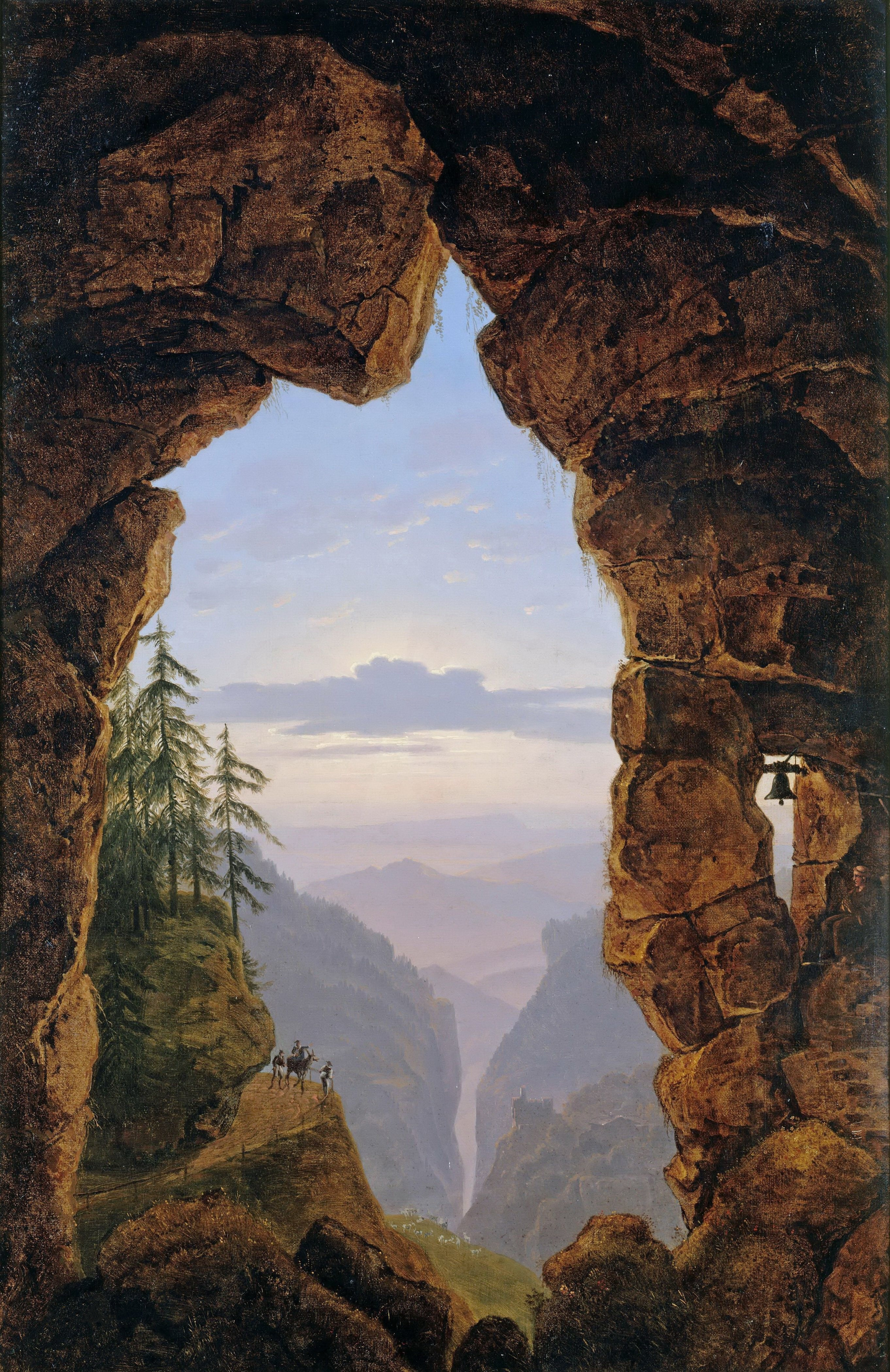
L'Arche de pierre (1818).

### Divers
- Schinkel a réalisé le dessin définitif de la Croix de fer (décoration militaire) établie par le roi Frédéric-Guillaume III de Prusse en 1813 et qui est toujours le symbole de l'armée allemande actuelle (Bundeswehr).